# Любине
Любине (босн. Ljubinje, серб. Љубиње / Ljubinje, хорв. Ljubinje) — город на юге Боснии и Герцеговины. Административный центр одноимённой общины в составе региона Требине Республики Сербской.

## Население
Численность населения города по переписи 2013 года составила 2 744 человека, общины — 3 756 человек.
Этнический состав населения города по переписи 1991 года:
- сербы — 2.114 (93,33 %);
- боснийцы — 103 (4,54 %);
- югославы — 17 (0,75 %);
- хорваты — 3 (0,13 %);
- другие — 28 (1,23 %).

Всего: 2.265 чел.